# Szalaszend
Szalaszend é um município da Hungria, situado no condado de Borsod-Abaúj-Zemplén. Tem 18,22 km² de área e sua população em 2015 foi estimada em 1.064 habitantes.